# Мува (кратки филм)
„Мува” је југословенски филм из 1950. године. Режирао га је Бранко Ћеловић који је написао и сценарио по делу Бранислава Нушића.

## Улоге
| Глумац              | Улога |
| ------------------- | ----- |
| Мија Алексић        | Писар |
| Љубомир Дидић       |       |
| Слободан Стојановић |       |
| Бранка Веселиновић  |       |